# Parafia Trójcy Świętej i Narodzenia Najświętszej Maryi Panny w Chodlu
Parafia Trójcy Świętej i Narodzenia Najświętszej Maryi Panny w Chodlu – parafia rzymskokatolicka w Chodlu należąca do archidiecezji lubelskiej i dekanatu Bełżyce. Została erygowana w 1326. Mieści się przy ulicy Kościelnej. Parafię prowadzą księża diecezjalni.
Od 2020 roku funkcję proboszcza pełni ks. Ryszard Denys.

## Zasięg parafii
Do parafii należą wierni z następujących miejscowości: 
Adelina, Antonówka, Borów-Kolonia, Borów, Budzyń, Chodel,  Cuple, Dąbrowa Wronowska, Dębiny, Dylążki, Godów Kolonia,  Godów, Granice, Huta Borowska, Jeżów, Kawęczyn, Książ, Lipiny, Majdan Borowski, Malinowszczyzna, Nowe Komaszyce, Osiny, Przytyki, Ruda Godowska, Ruda Maciejowska, Sewerynówka, Siewalka, Skrzyniec, Stare Komaszyce, Truszów, Trzciniec, Wólka Komaszycka, Wronów i Zastawki.